# هنري نيومان
هنري نيومان (13 مارس 1907 - 23 أبريل 1988) (بالإنجليزية: Henry Newman)‏ هو لاعب كريكت أسترالي.

## وصلات خارجية
- هنري نيومان على موقع إي آس بي آن كريك إنفو (الإنجليزية)